# Comuna de Świlcza
Świlcza (polaco: Gmina Świlcza) é uma gminy (comuna) na Polónia, na voivodia de Subcarpácia e no condado de Rzeszowski. A sede do condado é a cidade de Świlcza.
De acordo com os censos de 2004, a comuna tem 18 652 habitantes, com uma densidade 145,2 hab/km².

## Área
Estende-se por uma área de 128,42 km², incluindo:
- área agrícola: 73%
- área florestal: 18%

## Demografia
Dados de 30 de Junho 2004:
|                      | Total   | Total | Mulheres | Mulheres | Homens  | Homens |
| -------------------- | ------- | ----- | -------- | -------- | ------- | ------ |
|                      | pessoas | %     | pessoas  | %        | pessoas | %      |
| População            | 18 652  | 100   | 9449     | 50,7     | 9203    | 49,3   |
| Densidade (pop./km²) | 145,2   | 100   | 73,6     | 73,6     | 71,7    | 71,7   |

De acordo com dados de 2002, o rendimento médio per capita ascendia a 1239,42 zł.

## Subdivisões
- Bratkowice, Bzianka, Dąbrowa, Mrowla, Rudna Wielka, Świlcza, Trzciana, Woliczka.

## Comunas vizinhas
- Boguchwała, Głogów Małopolski, Iwierzyce, Kolbuszowa, Rzeszów, Sędziszów Małopolski